# 大锡格哈茨
大锡格哈茨是奥地利下奥地利州塔亚河畔魏德霍芬县的一个市镇。总面积44.26平方公里，总人口2791人，人口密度63.1人/平方公里（2012年）。